# Hideyuki Nakamura
Hideyuki Nakamura (中村 英之 Nakamura Hideyuki?), född 3 juni 1984 i Saitama prefektur, är en japansk fotbollsspelare.
Nakamura började sin karriär 2007 i Mito HollyHock. 2011 flyttade han till Thespa Kusatsu (Thespakusatsu Gunma). Efter Thespakusatsu Gunma spelade han för FC Gifu och Montedio Yamagata. Han avslutade karriären 2015.